# The Economist
The Economist je britský týdeník o nejnovějších událostech a mezinárodních vztazích vydávaný od roku 1843 v Londýně. Jeho vlastníkem je The Economist Newspaper Ltd. Přestože se The Economist sám označuje jako „noviny,“ každé číslo je vydáváno na lesklém papíře, jako zpravodajský časopis. V roce 2007 byl průměrný týdenní prodej kolem 1,3 milionu výtisků, z čehož polovina je prodána v severní Americe.
The Economist o sobě prohlašuje, že „není žádnou kronikou ekonomiky“. Spíše se snaží „zapojit do nelehkého boje, který svádí inteligence s neznalostí, z nichž jedna nás žene neustále kupředu a druhá našemu vývoji brání.“
Časopis se zaměřuje na vysoce vzdělané čtenáře, v jejichž řadách byste našli i řadu vlivných představitelů a politiků. Jeho filosofie byla odjakživa „liberální, ne konzervativní.“

## Rysy časopisu
Primárním zájmem časopisu je přinášet zprávy ze světa, politiky a byznysu. Pravidelně se v něm objevují i rubriky zaměřené na vědu a techniku, přičemž stejná pozornost je věnována i knihám a umění. Přibližně jednou za dva týdny v čísle vychází speciální obsáhlá reportáž, která se věnuje určité problematice, ekonomickému odvětví či zeměpisné oblasti. Jednou za tři měsíce časopis uveřejňuje i reportáž ze světa techniky, nazývaná Technology Quarterly (Technický čtvrtletník).
Z článků je většinou patrné, jaký postoj k nim redakce zaujímá, a téměř nikdy v nich nenajdete novinový podtitulek se jménem autora (tzv. byline). Dokonce se nikde neuvádí ani jméno šéfredaktora. Z dlouholeté tradice vyplývá, že jedinou výjimku tvoří situace, kdy redaktor odchází ze své pozice; jedině tehdy může svůj článek podepsat.
V každém vydání najdete několik esejistických rubrik, které jsou pojmenovány podle svého tematického zaměření:
- Bagehot (Velká Británie) – Walter Bagehot (19. stol.) byl odborníkem na anglickou ústavu a jedním z prvních editorů Economistu
- Charlemagne (Evropa) – pojmenováno podle Karla Velikého (Charlemagne), císaře Franské říše
- Lexington (Spojené státy) – rubrika nese název města v Massachusetts, kde padl první výstřel Americké revoluce
- Buttonwood (Finance) – buttonwood (česky „platan“) U tohoto stromu se začali scházet první obchodníci z Wall Street
- Banyan (Asie) – pojmenováno podle druhu indického fíkovníku. Je zde uveřejňována pestrá škála témat týkající se asijského kontinentu
- Schumpeter (Byznys) – pojmenováno podle ekonoma Josefa Aloise Schumpetera

Mezi další pravidelné rubriky patří například:
- Face Value, zabývající se předními osobnostmi světového byznysu
- Economics Focus, jehož ekonomická témata se často zakládají na akademických výzkumech

Časopis také každoročně vydává publikaci nazvanou The World in Year.